# 有害生物控制与资源利用国家重点实验室
有害生物控制与资源利用国家重点实验室，是位于中华人民共和国广东省广州市的一个国家重点实验室，由中山大学进行建设，位于中山大学广州校区南校园内。该实验室前身为1978年建立的中山大学昆虫学研究所，1991年经中华人民共和国科学技术部批准建设为国家重点实验室，1995年正式通过国家验收，2005年批准更改为现名。

## 研究方向
实验室主要设置以下四个研究方向：
- 植物病虫害生物防治
- 动物病害生物控制
- 生态系统健康与有害生物控制
- 生物防治遗传资源与利用